# Librofilia
Librofilia fue una comunidad virtual de catalogación de lecturas, actualmente fuera de servicio.

## Características

### Libros
El sitio ofrecía al usuario información de los libros de su base de datos, la posibilidad de puntuarlos y escribir una crítica, así como leer las críticas de otros, comprobar su puntuación media y el número de miembros que lo han leído.
La base de datos estaba configurada a partir del catálogo del Ministerio de Cultura, aunque los propios usuarios podían dar de alta a un libro en la plataforma.

### Comunidad
Los usuarios de la comunidad podían relacionarse entre sí mediante la participación en los foros de la página, en la creación de listas de libros o conociendo a usuarios con gustos similares a los propios. 
Un sistema propio de puntuación, medía la actividad de cada usuario.

### Recomendaciones
Un algoritmo recomendaba libros nuevos a los usuarios registrados basándose en sus lecturas y puntuaciones. 